# Puy de Rent
Le puy de Rent est un sommet du département français des Alpes-de-Haute-Provence constituant le point culminant des Préalpes de Castellane avec 1 996 m d'altitude.